# Kubanacan
Kubanacan es una telenovela brasileña producida y emitida por Rede Globo desde el 5 de mayo de 2003 hasta el 24 de enero de 2004 con un total de 227 capítulos. Sustituyó O Beijo do Vampiro y fue sustituida por Da Cor do Pecado en el horario de las 19 horas.

## Elenco
- Adriana Esteves - Lola
- Marcos Pasquim - Esteban / Adriano Allende / León
- Danielle Winits - Marisol
- Vladimir Brichta - Enrico
- Carolina Ferraz - Rubi
- Humberto Martins - Carlos Camacho
- Betty Lago - Mercedes
- Bruno Garcia - Dagoberto
- Daniel Boaventura - Johnny
- Nair Bello - Dolores
- Ângela Vieira - Perla Perón
- Werner Schünemann - Alejandro Rivera
- Marco Ricca - Celso Camacho
- André Mattos - Agustín Tavalera
- Ítalo Rossi - Trujillo
- Lolita Rodrigues - Isabelita
- Mário Gomes - Ferdinando
- Françoise Forton - Concheta
- Mara Manzan - Agatha
- Daniel del Sarto - Guillermo
- Thalma de Freitas - Dalila
- Gero Pestalozzi - Ramon
- Pedro Malta - Gabriel
- Adriano Reys - Pitágoras
- Ana Rosa - Piedad
- Bete Coelho - Cristal
- Marcos Breda - Che Lopez y el capitán del navío que trae Celso Camacho
- Luiz Carlos Tourinho - Everest
- Marilu Bueno - Sodoma
- Ingrid Guimarães - Rosita
- Othon Bastos - Dr. Orthiz
- Thaís de Campos - Lulu
- Otávio Augusto - Hector
- Iran Malfitano - Carlito
- Rafaela Mandelli - Soledad
- Lorena da Silva - Pinita (Ana María Pina Estalva Machado)
- Paula Manga - Catarina
- Stepan Nercessian - Godofredo
- Fernanda de Freitas - Consuelo
- Natália Lage - Frida
- Gabriel Braga Nunes - Victor
- Sérgio Loroza - Paulão
- Helena Fernandes - Marieta
- Tatyane Goulart - Mercedita

## Banda sonora

### Nacional
Portada: Danielle Winits
1. Carnavalera - Havana Delírio
2. Quizás, Quizás, Quizás - Emmanuel
3. No Me Platiques Más - Cristian
4. Contigo Aprendi - José Feliciano
5. Somente Eu e Você (Moonglow) - Ivete Sangalo
6. Mulher - Sidney Magal
7. Como Um Rio (Cry Me a River) - Vanessa Jackson
8. Capullito de Aleli - Caetano Veloso
9. Mezcla - Rio Salsa
10. Foo Foo - Santana e Patricia Materola
11. Hit the Road Jack - Happening
12. Mambo No. 5 - Tropical Brazilian Band
13. Contigo En La Distancia - Nana Caymmi
14. Eu Só Me Ligo Em Você (I Get a Kick Out Of You) - Elza Soares
15. Coubanakan - Ney Matogrosso
16. Voy Volver - Alpha Beat

### Internacional
Portada: Marcos Pasquim
1. La Puerta - Luis Miguel
2. Fever - Michael Bublé
3. Copacabana - Happening
4. Mambo Italiano - Mambo Project
5. Perfidia - Laura Fygi
6. Tan Solo Tu y Yo (Moonglow) - Ivete Sangalo
7. No Me Platiques Más - Gisela
8. The Look of Love - Dusty Springfield
9. El Hombre Que Yo Amé (The Man I Love) - Omara Portuondo
10. Laura - Frank Sinatra
11. Wipe Out - The Surfaris
12. The Man With The Golden Arm (Delilah Jones) - Billy May
13. Guantánamo - Pablo Gonzales
14. Mambo Caliente - Bahamas